# Gusztáv Abafáy
Gusztáv Abafáy (numele la naștere: Gusztáv Öffenberger) (n. 12 septembrie 1901, Budapesta, Ungaria  - d. 2 martie 1995, Landshut, Germania) a fost un scriitor, istoric literar și publicist maghiar din România.

## Biografie
A terminat  studiile liceale în Brașov, după care se înscrie la Facultatea de Drept a Universității din Budapesta. După Primul Război Mondial devine funcționar la Brașov. Începe din această perioadă să fie pasionat de publicistică și critică literară și, din 1935, lucrările sale vor apărea în Brassoi Lapok, Erdélyi Helikon, Pásztortűz, Független Újság, Korunk, Utunk, Neue Literatur și Nyelv- és Irodalomtudományi Közlemények. Din 1937, împreună cu Jancsó Elemér și Szemlér Ferenc, redactează publicația Új Erdélyi Antológia. Între 1945-1946 este secretar în organizația ARLUS, iar din 1947 activează ca ziarist la Târgu Mureș, devenind redactor al publicației Szabad Szó. În același an devine primul redactor șef al redacției de limbă maghiară la Editura de Stat din București, iar între 1948-1951 predă limba maghiară la Universitatea Bolyai din Cluj, unde, în 1949, va obține și titlul de doctor în filologie. Din 1951 lucrează la filiala Bibliotecii Academiei Române din Cluj, ca bibliograf și cercetător științific, până când se pensionează, în 1966. Prin activitatea de cercetător și bibliograf a adus o contribuție însemnată la cunoașterea prozei maghiare din România. A prezentat astfel viața și activitatea literară a scriitorului Nagy István, a lui Arany János și a făcut cunoscută opera celor doi reprezentanți de marcă ai familiei Bolyai. De altfel, testamentul acestei familii a constituit pentru el o temă de cercetare, asupra căreia a stăruit. Prefețele la edițiile în limba română ale unor autori maghiari (Móricz Zsigmond, Bolyai János, József Attila) au purtat, de asemenea, semnătura sa. Pasionat și de teatru, a adaptat pentru studenții de la Academia de Teatru, piesa lui Bolyai Farkas, A párizsi per. A fost membru al „Societății Kemény Zsigmond’’ și redactor la revista de critică literară Nyelv-és Irodalomtudományi Közlemények.

## Opere literare
- ABAFÁY, Gusztáv; Jancsó Elemér; Szemlér I. Ferenc (1937). Új erdélyi antológia. Minerva Kiadó. p. 177.